# アジパンダ
アジパンダは、味の素株式会社のコーポレートキャラクター（マスコット）である。

## 概要
2005年、味の素社のうま味調味料製品「味の素」のキャンペーンキャラクターとして生まれ、製品パッケージをはじめ、TVCMや工場見学、味の素スタジアムなどで露出し、ぽっちゃりした形や愛らしい振る舞いで特にユーザーである主婦の間や子ども達に人気がある。2015年、味の素社のコーポレートキャラクターとして再スタートした。
“アジパンダ”には、妹役の“アジパンナ”（ピンク色）も存在する。
同社の登録商標（登録番号第5641252号他）である。英文表記は"Ajipanda"である。
「味の素」の卓上瓶には、2006年出荷分から「アジパンダ」をモチーフとしたパッケージが販売されている。